# 赵曾 (清朝)
赵曾，山东莱阳人，是一名清朝政治人物。举人出身。
嘉慶十七年，接替孫履元。擔任江蘇荆溪縣知縣署。后由李奕賡接任。赵曾曾于1804年接替许知玑任嘉定县知县一职，1805年由吴桓接任。